# Bruinkeelspecht
De bruinkeelspecht (Dendrocopos hyperythrus) is een vogel uit de familie Picidae (Spechten).

## Verspreiding en leefgebied
Deze soort komt voor van noordelijk India tot Zuidoost-Azië en oostelijk Azië en telt vier ondersoorten:
- D. h. marshalli: noordoostelijk Pakistan en noordelijk India.
- D. h. hyperythrus: van Nepal tot Tibet, zuidwestelijk China, Myanmar en noordelijk Thailand.
- D. h. subrufinus: noordoostelijk China, zuidoostelijk Siberië en Korea.
- D. h. annamensis: zuidelijk Indochina.

## Status
De grootte van de populatie is niet gekwantificeerd maar de soort wordt omschreven als schaars in het grootste deel van het verspreidingsgebied. Op de Rode lijst van de IUCN heeft deze soort de status niet bedreigd.